# Bundesautobahn 643
Bundesautobahn 643 (em português: Auto-estrada Federal 643) ou A 643, é uma auto-estrada na Alemanha.
A Bundesautobahn 643 tem 8,4 km de comprimento.

## Estados
Estados percorridos por esta auto-estrada:
- Hessen
- Renânia-Palatinado